# Ігор Ногейра
Ігор Енріке да Сілва Ногейра (порт.-браз. Igor Henrique da Silva Nogueira; нар. 17 лютого 2004, Альтероза, Мінас-Жерайс, Бразилія) — бразильський футболіст, півзахисник еміратського клубу «Аль-Джазіра-аль-Хамра».

## Життєпис
Народився 17 лютого 2004 року в місті Альтероза, штат Мінас-Жерайс. Виступав за юнацькі та молодіжну команди «Америки Мінейру» (39 матчів, 3 голи).
Наприкінці вересня 2022 року підписав 3-річний контракт з українським клубом «Металіст 1925», де отримав футболку з 33-м ігровим номером. Одразу ж був переведений до юнацької команди харків'ян. З січня 2023 року тренувався разом з першою командою. На зимових тренувальних зборах 2023 року відзначався результативністю, зокрема й двома голами у воротах грузинського «Колхеті-1913». На офіційному рівні за харківський колектив дебютував 5 березня 2023 року в програному (0:7) домашньому поєдинку 16-го туру Прем'єр-ліги України проти донецького «Шахтаря». Ігор вийшов на поле на 67-й хвилині, замінивши Ростислава Русина. Під час зимової перерви в сезоні 2023/24 покинув «Металіст 1925».
У лютому 2024 року став гравцем клубу «Аль-Джазіра-аль-Хамра», що виступає в другому дивізіоні чемпіонату ОАЕ.